# Kamouraska (roman)
Kamouraska est un roman de l'écrivaine québécoise Anne Hébert publié le 1er septembre 1970 aux éditions du Seuil et ayant reçu le prix des Libraires l'année suivante.

## Contexte historique

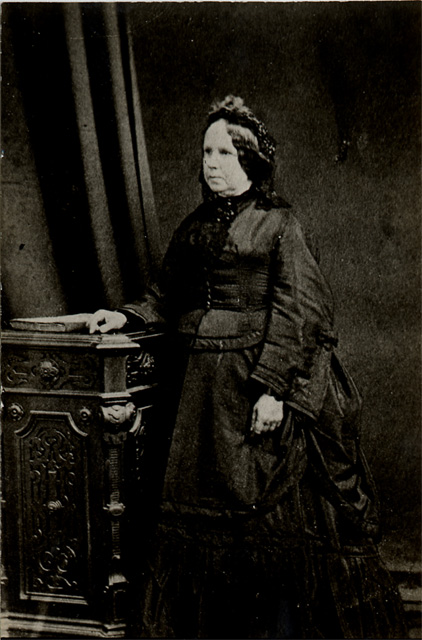
Joséphine-Éléonore d'Estimauville, vers 1882, dont l'histoire a inspiré Kamouraska

Le roman est basé sur un fait divers que se serait déroulé en 1839. Achille Taché, le seigneur de Kamouraska et petit-fils de Pascal Taché, est assassiné à l'âge de 26 ans par Georges Holmes. Éléonore d'Estimauville, son épouse, est soupçonnée de complicité mais sans en être formellement reconnue.

## Résumé
À la faveur d'une nuit d'angoisse au chevet de son deuxième mari, Elisabeth (d'Aulnières) Rolland revit les événements dramatiques qui ont conduit vingt ans plus tôt au meurtre de son premier mari, Antoine Tassy. D'abord confus, son récit apparaît éclaté comme un miroir brisé. L'histoire est racontée par bribes au hasard de ses souvenirs, qui se bousculent et occasionnellement se confondent dans le maelstrom des hallucinations et des cauchemars.
Peu à peu, les faits se précisent sous l'impulsion de la conscience qui décide d'assumer entièrement la maîtrise de la narration.
À l'âge de seize ans, Elisabeth d'Aulnières épouse Antoine Tassy, seigneur de Kamouraska. La violence de son mari, ses habitudes de débauché et sa neurasthénie lui feront fuir Kamouraska avec ses deux enfants pour aller trouver refuge chez sa mère et ses trois tantes dans la maison de Sorel, où elle avait passé son enfance. Soignée pour ses blessures par le docteur George Nelson, ancien compagnon de collège de son mari, elle devient sa maîtresse et se retrouve bientôt enceinte de lui. Pour sauver sa réputation d'épouse et préserver les apparences face à la bonne société de Sorel, Elisabeth doit alors feindre une réconciliation amoureuse avec son mari, malgré l'horreur qu'il lui inspire.
La haine croissante d'Elisabeth pour son mari et le ressentiment de George depuis l'enfance à l'égard d'Antoine pousseront les deux amants à vouloir s'en débarrasser à tout jamais. L'empoisonnement apparaît d'abord comme le moyen le plus discret et le plus sûr. On en charge la servante Aurélie, qui doit tenter de séduire Antoine pour ensuite lui servir à boire le breuvage mortel. Cependant, Antoine vomit tout sans en mourir.
C'est à George que revient alors la sale besogne de l'assassiner. Commence pour lui une folle équipée en traîneau à travers la neige et le froid. Tiré à vive allure par son fougueux cheval noir, Nelson franchit en quelques jours les 200 milles qui séparent Sorel de Kamouraska et tue Antoine le 31 janvier 1839 dans une des pires boucheries qui soit. Cet accroc au plan initial contraint George à retourner en toute hâte vers sa maîtresse, le temps de lui dire adieu, et d'aller chercher asile au-delà de la frontière canadienne.
Restée seule pour faire face à la justice, Elisabeth est traduite devant les tribunaux pour complicité mais bénéficie d'un non-lieu, faute de preuves. Finalement, l'absence prolongée de George, dont elle demeure sans nouvelles, l'oblige à « se refaire une réputation » en épousant Jérôme Rolland, notaire de Québec.

## Réception critique
L'œuvre a été le sujet de plusieurs ouvrages scientifiques : la revue Voix et images a fait une « sociocritique du roman Kamouraska d’Anne Hébert. » Une thèse a été soumise en 1970 à l'Université McGill par Mercédès Telles.
Les représentations romanesques de la loi: Étude du roman Kamouraska d'Anne Hébert réalisée par Caroline Donat, Mémoire 2019.Maîtrise en études littéraires à l'Université du Québec à Montréal.
Critique littéraire: Histoire d'une célébration par Marcel Fortin
Mémoires et thèses sur le roman Kamouraska.Nathalie Watteyne, et al., Anne Hébert: chronologie et bibliographie des livres, parties de livres, articles et autres travaux consacrés à son œuvre, Montréal, Les Presses de l’Université de Montréal, coll. «Espace littéraire», 2008, 315 p.
Michon, Jacques écrit « Kamouraska d’Anne Hébert : une écriture de la passion. Lettres québécoises, numéro 27, automne 1982, p. 77–77.

## Prix littéraires
- prix du livre de Paris
- 1971: prix des Libraires[1]

## Adaptation cinématographique
Classique de la littérature québécoise, le roman a été traduit en sept langues. Il a été adapté au cinéma par Claude Jutra en 1973. Anne Hébert a collaboré à l'écriture du scénario du film.

## Éditions
- Kamouraska, éditions du Seuil.